# Mezquita de Uzbeg Kan
La mezquita de Uzbeg Kan (en tártaro de Crimea Özbek Han camisi) se encuentra en Staryi Krym, en Crimea al sur de Ucrania. La mezquita Ozbek Han es la más antigua de Crimea, construida durante el reinado de Uzbeg Khan en 1314.
Hasta el siglo XIV, Staryi Krym era conocido como Solkhat, una ciudad próspera durante el reinado de la Horda de Oro. Los primeros khan de Crimea tenían su capital en Solkhat hasta la primera parte del siglo XVI, cuando la capital se trasladó a Bakhchisaray y Solkhat perdió gradualmente su importancia como centro cultural y económico. 
La mezquita Ozbek Han fue construida en 1314 y la madraza, adyacente a la pared sur de la mezquita, fue construida por Inci Hatun, la hija de Kilburun Bey, en 1332.